# Gonçalo Anes de Abreu
Gonçalo Anes de Abreu (1340 - ?) foi um nobre do Reino de Portugal e alcaide-mor de Alter do Chão. Foi igualmente Senhor de Castelo de Vide, de Nossa Senhora da Graça de Póvoa e Meadas. Foi detentor do Senhorio do Reguengo de Coimbra e das Terras de São Marcos.

## Relações Familiares
Foi filho de João Gomes de Abreu (1320 -?), alcaide de Torres Vedras e de N Vicente, filha de Estevão Vicente. De uma senhora cujo nome a história não registou teve:  
1. Maria da Silva (c. 1360 -?) casada com João Falcão, (Inglaterra,  c. 1350 – Benavente, Portugal).